# Xã McLean, Quận Shelby, Ohio
Xã McLean (tiếng Anh: McLean Township) là một xã thuộc quận Shelby, tiểu bang Ohio, Hoa Kỳ. Năm 2010, dân số của xã này là 3.245 người.